# Француска књижевност
Француска књижевност у овом чланку се односи на књижевност насталу унутар географских граница француске државе. Литература на француском језику се развијала још и у Канади, Белгији, Швајцарској, колонијама на Карибима, Океанији, Африци и Азији.

## Француски језик
Француски језик спада у групу романских језика. Развио се из галороманског језика у доба касне антике, на територији Галије. Овај језик је укључивао многе елементе келтских и германских језика. Осим француског, из галороманског језика се развио још један језик, и то на југу данашње Француске. Овај језик је познат као окситански, или „Ланг д ок“ (фр. Langue d'oc).
Средњовековни (стари) француски језик био је подељен на мноштво дијалеката, много више него данашњи француски језик. Чак је и писани језик, који су писци и кописти почели да користе око 1100, паралелно са латинским, био веома дијалекатски обојен. До 14. века за доминацију су се борили пикардијски, англонормански и дијалекат области Ил де Франс. Овај последњи је најзад изашао као победник, захваљујући порасту политичког и културног значаја престонице - Париза.
Провансалски (окситански) књижевни језик је достигао свој врхунац око 1200, али га је већ око 1300. потиснуо француски језик. Окситански дијалекти су били говорни језици локалног становништва све до касног 19. века.
Француски језик касног средњег века, тј. касног 14. и 15. века, се назива средњи француски језик. Од почетка 16. века, језик је нови француски.

## Средњи век
Израз „средњи век“ (фр. Moyen âge) сковали су хуманисти, видећи у њему прелаз из античке епохе у ново доба, ренесансу, која је значила обнову и другачији однос према античкој култури и цивилизацији. Иако су овом термину налажене замерке, поготово када је реч о књижевној периодизацији, он се усталио као ознака за историјски период од пада Римског царства (476) до Колумбовог открића Америке (1492).
Међутим, како први писани споменици на француском језику не потичу из времена које се узима као почетак средњег века, то се и француска средњовековна књижевност временски не подудара са историјским раздобљем.
У погледу периодизације, ово раздобље француске књижевности, и поред многих заједничких особина, не представља јединствену целину. Оно се обично дели на први (9-13. век) и други период (14. и 15. век).

### Први период (9 - 13. век )

#### Најстарији писани споменици
Најстарији сачувани текст написан на романском (прото-француском) језику није књижевни, већ историјски документ. То су Заклетве из Стразбура, Положили су их 842. источнофраначки краљ Лудвиг I Немачки и западнофраначки краљ Карло Ћелави, синови Карла Великог. Овим заклетвама су се обавезали на савез у борби против најстаријег брата, Лотара I. Записао их је франачки историчар Нитхард.
Из 9. века сачувана је и мала црквена песма Кантилена о светој Еулалији (фр. Cantilene de Sainte Eulalie), највероватније превод или прерада неке песме на латинском, написана у 25 асонанцираних стихова. Иако без уметничке вредности, она представља прве стихове записане на романском језику.
Живот светог Алексија (фр. La Vie de Saint-Alexis) је први француски песнички текст који је сачуван у првобитној редакцији, а настао је почетком 11. века. Ово светачко житије, поред религиозних, састављено је и са уметничким претензијама.

#### Епска књижевност
Француски јуначки епови (фр. Chansons de Geste) су најобимнији и најразноврснији књижевни род прве фазе француске средњовековне књижевности. Најстарији сачувани оригинални епови настали су крајем 11. века, а односе се на догађаје углавном из 9. века, док касније прераде махом потичу из 12. и 13. века. Сачувано је преко 80 јуначких епских песама, односно преко 700 хиљада стихова. Према подели коју је дао песник Бертран де Бар, разликују се три циклуса: Краљевски циклус, циклус Гијома од Оранжа и циклус Дон од Мајанса или циклус побуњених барона.
Питање о њиховом пореклу и настанку је и данас спорна тема у књижевним научним круговима. Најпопуларнија и најлепша француска јуначка песма је Песма о Ролану.

#### Дворска књижевност
Епска књижевност, писана пре свега за аристократију, временом није више могла да задовољава све веће потребе виших слојева друштва који су се у културном и цивилизацијском погледу развијали. Ратничко одушевљење 11. века је јењавало, поред храбрости и снаге јављају се и нови витешки идеали и норме понашања, жена постаје све важнији чинилац у друштвеном животу. Јуначки епови уступају место другим облицима књижевног стварања, који се заједничким именом називају дворска или куртоазна књижевност. Велику популарност у то време стичу романи, хронике о феудалним владарима и значајним догађајима, као и љубавна лирика трубадура и трувера.
Посебан утицај на писце извршила је античка књижевност, највише антички роман, који представља прелаз ка правој дворској романескној књижевности, као и бретонске легенде. Најзаслужнији за увођење бретонске материје у романе је Кретјен де Троа, први велики француски писац који излази из анонимности.
Љубавна дворска лирика највише се развија на југу Француске, где су дужи периоди мира, бољи услови живота, богатија природа и близина арапске цивилизације Мавара, погодовали њеном настанку. Међу масом трубадура истичу се Бернар де Вантадур, Арно Данијел, Бертран де Борн и, најстарији познати трубадур, Гијом Аквитански.
Историјска дела су се дуго писала у стиховима, а тек почетком 13. века, најпре на северу Француске, јављају се прве хронике у прози. Најзначајнији историчари су Жофроа де Вилардуен и Жан де Жоенвил.

#### Грађанска књижевност
Насупрот феудалном духу јуначких епова, прожетих витешким, религиозним и патриотским идеалом, као и галантној природи дворске књижевности, јавља се у француској књижевности 12. и 13 века такозвана грађанска књижевност. Она је израз реакције младе и, још увек, нејаке буржоазије, против неограничене моћи феудалаца.
Нову књижевност одликује највише забавни карактер, али је испуњена и сатиричним духом. Углавном је писана у стиховима, а најпознатија дела су Роман о Лисцу и кратке приповетке, такозвани Фаблиои.
Све имућнији представници грађанства, по угледу на племство, окупљају око себе многе талентоване песнике, а највише их је било на северу Француске, у граду Арасу. Најзначајнији песник араске школе је Жан Бодел.

#### Драмска књижевност
Црквена или литургијска драма и комично позориште два су најзаступљенија драмска облика у првом периоду средњовековне француске књижевности.
Литургијска драма је настала из хришћанске литургије, као израз потребе верника за конкретним и сликовитим представљањем религиозних веровања и схватања. Није била саставни део црквене службе, већ се изводила након ње, у самој цркви, а касније се сели, прво у припрату цркве, а затим и на тргове. Библија и хагиографије главни су извор за писце ових драма. Први сачувани текстови датирани су у другу половину 12. века.
Временом, литургијска драма прераста у полулитургијску драму. Дијалози су све више на француском језику, а једино дидаскалије остају на латинском. Драмски елементи преузимају примат над дидактичним и морализаторским тенденцијама, а глумци су, поред свештеника, све чешће и племићи и грађани. Ипак, и овако промењена, црквена драма је до краја задржала религиозни карактер.
О постојању комичног позоришта у 13. веку сведоче два комада чији је аутор Адам де ла Ал. Од других комада, сачувано је веома мало, све до 15. века. Међутим традиција комичног позоришта ће се након тога толико учврстити да ће оно надживети многе средњовековне књижевне врсте.

#### Дидактично-алегорична књижевност
Главно дело ове врсте је Роман о Ружи и плод је рада два писца: Гијома де Лориса и Жана де Мена званог Шопинел. Укупно има 22 хиљаде стихова, од чега Лорисов део, старији по настанку, има 4 хиљаде, а Шопинелов 18 хиљада. У оба дела радња се врти око љубавних перипетија главног јунака, које су само изговор ауторима да искажу своје мишљење о различитим темама.
Лорису, племићу, наследнику дворске књижевности, основна намера је била да подучи читаоце и пружи им податке о вештини љубави, што и сам признаје. То је својеврсни кодекс куртоазне љубави, прожет лирским пасажима. За разлику од њега, Шопинел користи Роман о Ружи да проговори о многим општим и актуелним питањима: о љубави, пријатељству, срећи, старости, правди, развоју човечанства, пореклу власти и имовине, алхемији, астрономији и физици.
Роман је изазвао бројне расправе, а нарочито други део, у коме је Шопинел смело критиковао сентименталност куртоазне књижевности, верски догматизам, чак и саму краљевску власт. Једно је од ретких средњовековних дела чија је популарност опстала у наредним вековима, преко ренесансе, све до класицизма.

### Други период (14 - 15. век )

#### Друштвене и политичке прилике
Овај период француске историје карактерише слабљење феудалног система који води огорчену класну борбу са нарастајућим грађанским слојем. Долази до великих друштвених и политичких потреса. На француски престо долази династија Валоа (1328), а Француска улази у Стогодишњи рат са Енглеском која осваја велики део француских територија. Поред материјалних губитака, овај рат је изнео на видело декаденцију и застарелост феудалног поретка, који није могао да се брани против енглеске војске у којој су већину чинили слободни сељаци. Године 1358. избија велика сељачка буна, позната као Жакери. Поред свега тога јавља се и куга (1348) која је однела животе једне трећине становништва тада познатог света. Црква губи свој углед, а узрок томе је селидба свете столице у Авињон, постојање двојице папа, сукоб краља са црквеним поглаваром, богаћење свештеника и понашање супротно од оног које сами прописују верницима.

#### Књижевне прилике
Као и у друштвено-политичком, тако је и у књижевном погледу овај период прелазан. Иако наставља традиције средњег века, он најављује нови покрет - хуманизам и ренесансу. Са ретким изузецима, мало је великих песничких имена и мало великих остварења. Јуначке песме и куртоазна лирика губе некадашњи облик и популарност, а грађанска књижевност такође доживљава кризу. Песници негују култ форме на штету оригиналности.
Ипак, овај период је дао значајна остварења из историографије и драме, а посебно се много ради на превођењу, што позитивно утиче на развој и богаћење француског језика.

#### Поезија
Француска поезија 14. и 15. века је обележена куртоазним духом, који је већ увелико у опадању, и оптерећена строго утврђеним прозодијским правилима. Угледајући се на Роман о Ружи, она је у великој мери дидактична, морализаторска и алегорична.
Најзначајнија песничка имена су: Гијом де Машо, Есташ Дешан, Кристина де Пизан, Ален Шартије и Шарл Орлеански. Већина су били грађани, везани за двор и племиће, осим Орлеанског, који је и сам био племићког порекла.
- Једино велико песничко име ове прелазне фазе је Франсоа Вијон. Естетски и материјално независан од владара и дворског живота, створио је дело које је означило крај средњег века у француској књижевности и утрло пут модерној поезији.

#### Драма
У другом периоду средњовековне француске књижевности, драмска остварења су једина доступна ширим народним масама, задовољавајући њихове потребе за моралним и верским уздизањем и за забавом и смехом. У погледу приступачности и раширености драма замењује старе јуначке епове.
У 14. веку процват доживљавају миракули. Основна тема је увек иста: Богородица се изненада појављује и спашава праведнике или грешнике који су се покајали. Али осим ове, чисто религиозне, идеје, сва претходна радња, као и саме личности, световног су карактера. У њима је насликана реалистична слика свакодневног живота, често испуњена и комичним елементима.
Поред миракула, велики успех доживеле су мистерије, које описују Исусов живот и страдање. У 14. веку оснивају се Братства Исусовог страдања, удружења која ће са великим успехом, по целој Француској давати представе овог типа. Златни век мистерија је 15. век. И поред основног религиозног духа, оне су често одступале од званичног учења и биле испуњене световним елементима. Тако је 1548. париски врховни суд донео одлуку о забрани њиховог приказивања.
Од свих средњовековних драмских врста једино је фарса опстала и у наредним периодима француске књижевности, све до данас. Она је израз грађанског, антиидеалистичког духа. Најпознатије дело те врсте је Фарса о адвокату Пјеру Патлену.

#### Проза
У овом периоду најзначајнија прозна дела су из области историје. За разлику од својих претходника, историчари 14. и 15. века не причају само о ономе што су видели, приближавајући се тако форми мемоара, већ сакупљају информације и од других очевидаца догађаја. Такав је Жан Фроасар у својим Хроникама. Први који је покушао да сакупљене податке објасни, открије им узроке и да из њих извуче закључке и поуке, је Филип де Комин. Проучавајући у свом делу односе европских држава он је, између осталог, тачно предвидео будућу моћ Венеције и успон уједињене Немачке.

## Ренесанса
Доба Ренесансе у француској књижевности траје од 1494. (Италијански рат) до 1598. (Нантски едикт). Године 1589. у Француској је дошло до промене владајуће династије, када је Анри IV заменио династију Валоа и постао први краљ новог владарског дома, куће Бурбона. Борбе за превласт међу породицама Валоа, Бурбон Навара, Гиз и Колињи довеле су до крвавог врхунца у Вартоломејској ноћи. Папство је било оштро критиковано услед пада у моралну декаденцију. Појавили су се верски реформатори, попут Жана Калвина. Идеје хуманизма су се прошириле у Француску из Италије и утицале на филозофе и књижевнике, попут Еразма и Франсоа Раблеа. Француски језик је постао званични језик државе. То је било време открића, а нове француске колоније су настале на америчком континенту. Појава штампарске пресе, у 16. веку, допринела је широј распрострањености француских књижевних дела. Франсоа I, други француски краљ из доба ренесансе, наредио је оснивање универзитета Сорбоне као независне институције. Овде се изучавала класична лингвистика, филозофија, медицина и Библија.

### Рана ренесанса

#### Велики реторичари
У овом раздобљу почињу да продиру нове ренесансне тенденције у поезију, али знатно спорије него у друге књижевне родове. Зато су песме у великој мери и даље у средњовековном духу. Пре свега због култа форме који су гајили, ови песници су познати под именом »велики реторичари«, а најпознатији је Жан Лемер де Белж.
У почетку ученик ове групе, Клеман Маро се временом ослобађа њиховог утицаја и ствара поезију ближу ренесансном духу. Он обнавља и мења песничке врсте као што су посланица, епиграм и елегија, а из италијанске књижевности први уводи у француску сонет.

#### Проза
Један од најистакнутијих прозних писаца ране ренесансе је Жан Калвин, главни поборник реформације у Француској и Швајцарској, по коме је и француска верзија тог покрета названа калвинизам. Најзначајније његово дело је Установа хришћанске религије. То је први текст из области религије, филозофије и морала, писан на француском језику.
Прва збирка новела у француској књижевности је Хептамерон, чија је ауторка Маргарита од Наваре. Писала је под великим утицајем Бокачовог Декамерона. Због преране смрти није довршила дело.
Највећи писац француске и уопште светске ренесансе је Франсоа Рабле. Његово најпознатије дело је авантуристичко-сатирични роман у пет књига, Гаргантуа и Пантагруел. Тон романа је шаљив, проткан фантастичним елементима, али је намера писца пре свега да кроз историју главних јунака изрази своје хуманистичке идеје и филозофију и прикаже целокупну слику тадашњег друштва. Широко образован, ерудита, Рабле је створио дело које ће послужити као извор за познавање свих страна живота 16. века. Идеју за писање романа преузео је из дела непознатог аутора Велика хроника о огромном диву Гаргантуи.

### Пуни развој ренесансе

#### Лионска школа
»Лионска школа« је назив за групу ренесансних песника окупљених у граду Лиону, који је у 16. веку постао јак индустријски и културни центар. Група није била јединствена, али је све те песнике повезивало одушевљење поезијом, Италијом и њеним великим песником Петрарком, као и исто поетско схватање љубави (платонска љубав).
Једна од особености ове групе је и велики број песникиња, које су до тада ретко успевале да изборе видније место у књижевности. Најпознатији представници школе су Морис Сев и Луиз Лабе.

#### Плејада
»Плејада« је име за групу ренесансних песника који су средином 16. века направили радикалан заокрет од средњовековне француске поезије. Почетак њеног формирања је везан за колеж Кокре, чији је директор био истакнути хуманиста Жан Дора. Предводник групе постаје Пјер де Ронсар, који јој прво даје назив Бригада, а затим (1556) мења у Плејада, по угледу на звезде у сазвежђу Бика и седам песника александријске школе.
Године 1549. појављује се дело Одбрана и богаћење француског језика, које се сматра манифестом Плејаде. Као аутор је потписан Жоакен ди Беле, али су и остали чланови школе учествовали у његовом писању. Према њиховом схватању поезија није занатска вештина и забава за више слојеве, већ божански дар и надахнуће које заслужује узвишеније и племенитије схватање. Она треба да тежи за задовољавањем човекових духовних потреба. Да би створио такву поезију песник мора да води аскетски живот и да се угледа на античке и савремене (италијанске и шпанске) обрасце песништва, али да остане личан и оригиналан.
Песници Плејаде су обновили и освежили многе књижевне врсте као што су: епиграм, елегија, ода, сонет, еклога. Од свих врста стихова највише негују александринац. Негирајући првенство латинског они на прво место стављају француски језик, који може да да велика књижевна остварења једино ако се обогати и усаврши.

#### Драма
У првој половини 16. века и даље су приказивани средњовековни драмски комади религиозног карактера, док се комично позориште, нарочито фарса, одржало и у наредним вековима. У сагласности са програмом Плејаде ради се на увођењу нових драмских облика, ренесансне трагедије и комедије, по угледу на античке узоре.
Прва ренесансна трагедија је Заробљена Клеопатра, а прва комедија Сусрет. Аутор оба комада је члан Плејаде, Етјен Жодел. Најплоднији драмски писац овог периода је Пјер де Лариве.
Француско ренесансно позориште, за разлику од поезије и прозе, није дало остварења прворазредне вредности и није се дуже одржало на репертоару француских позорница.

### Позна ренесанса

#### Поезија
У поезији овог раздобља запажају се два главна тока. Први ток представља љубавна поезија Филипа Депорта, дворског песника. То су махом лаке, љупке, духовите и елегантне песме, без неких виших претензија, писане најчешће у облику сонета, станце и елегије.
Агрипа д'Обиње је, за разлику од Депорта, писао поезију са верским, политичким и филозофским темама. Најпознатије дело му је Трагични, епопеја у седам књига, чији је главни предмет борба између католика и протестаната, у којој песник преузима на себе улогу бранитеља протестантских идеја.

#### Памфлет и политичка сатира
Верске и политичке размирице изазвале су настанак памфлета и политичке сатире. Два најзначајнија списа ове врсте су Расправа о својевољном ропству и Менипска сатира.
Памфлет Расправа о својевољном ропству написао је Етјен де ла Боеси, поводом једне побуне у Бордоу, угушене у крви. Менипска сатира објављена је 1594, као резултат рада шесторице писаца и сматра се ремек-делом у области политичке сатире. Написана је у мешавини прозе и стиха, по угледу на дела исте врсте грчког филозофа Менипа из 3. века п. н. е..

#### Мемоарска књижевност
Најпознатији мемоаристи овог периода су Блез де Монлик и Пјер де Брантом. Монлик, учесник и заповедник у многим ратовима, описао је у својим Коментарима све оно што је видео и чинио у свом дугом војничком животу. Своје мемоаре је назвао по угледу на Јулија Цезара и његове Коментаре о галском рату. За разлику од Монлика, Брантом је авантуриста, кога више интересују скандали и анегдоте, које описује са пуно хумора и сатире.

#### Филозофска проза
Мишел де Монтењ, поред кратког путописа, написао је само једну књигу. То су Огледи, објављени у три књиге (1580—1588), у којима је изнео своја размишљања о књижевности, људима, филозофији, васпитању, политици, религији и о самом себи. Напуштајући уске оквире логике и реторике којима се служе њему савремени филозофи, писци, говорници, Монтењ је записивао своје утиске и размишљања спонтано, искрено, онако како су му се јављали у свести у тренутку писања, при чему се и сам писац мења. Наизглед без реда и система, Огледи су верна слика његовог аутора, његових мисли, осећања, утисака, дилема, промена.
Монтењу припада двострука улога у развоју француске књижевности. Својим проницљивим загледањем у човекову душу, минуциозном методом посматрања, он је припремио терен за развој класицизма. С друге стране, својим јасним осветљавањем људске психе, наговестио је модерну књижевност 19. и 20. века.

## 17. век

### Барок
Први значајан покрет у француској књижевности 17. века био је барокна литература. Популарна форма којом су се служили барокни писци био је роман - авантуристички, херојски, фантастични, комични и сатирични. Познати књижевни аутор из овог периода је Сирано де Бержерак.
Барокна литература је јако утицала на дело драматичара наредне генерације, Пјера Корнеја.

### Класицизам
Класицизам је, можда, најзначајнија епоха у француској књижевности. Овај покрет се развио у другој половини 17. века на принципима античке естетике и једноставности, оштро супротстављеним естетици барока. Уметници су се руководили уметничким принципима које су дефинисали Аристотел и Хорације. Омиљена тема је анализа људске природе. Дела се не стварају за широку публику, већ за дворску, образовану елиту. Никола Боало је систематизовао и прецизно дефинисао правила класицистичке књижевности, из аристотеловске перспективе, у делу Песничко умеће.
Краљеви су штитили и помагали уметнике овог доба. У доба владавине Луја XIV, 1635, кардинал Ришеље оснива Француску академију као институцију за неговање француског језика, и то у великој мери кроз књижевност.
Театар је био доминантна књижевна форма француског класицизма. Класична трагедија, заснована на античким или библијским мотивима, је најцењенији жанр овога времена. Чувени писци попут Пјера Корнеја (Сид), Молијера (Дон Жуан, Тартиф, Умишљени болесник) и Расина (Федра) били су виђени гости на двору у Версају, где су добили многа признања за своја дела.
Модерни француски роман је настао у ово доба кроз дело Принцеза од Клева госпође Лафајет.
Жан де Лафонтен је са својим чувеним баснама дао још један допринос француској књижевној култури овога времена.

## Доба Рационализма
Најпознатији представници француске књижевности 18. века су писци „Просвећеног доба“ (Siècle of the Lumières), времена просвећеног барока и француске апсолутистичке монархије. Они су критиковали монархију, али и католичку цркву, апеловали су на људе да верују свом разуму и науци. Најпознатији аутори и дела овог доба су Жан Жак Русо (Нова Елоиза), Волтер (Кандид, или оптимизам), Д'Аламбер и Дени Дидро (Енциклопедија) као и Монтескје (Писма из Персије). Ови писци су касније сматрани претечама Француске револуције. Постоји непотврђена, али илустративна анегдота да је један од вођа Револуције узвикнуо: „Све је ово због Волтера!“.
Госпођа де Стал је један од првих представника новог књижевног правца - романтизма. Њени романи се често описују као салонски романтизам.

## 19. век
Све до 1830. трајао је период доминације француске романтичне књижевности, започет крајем 18. века. После тога, уследио је период реализма у књижевности, који је трајао све до 1880-их. Развојем Индустријске револуције настала је класна подела на буржоазију и пролетаријат. Буржоазија и њен систем вредности, постали су једна од најважнијих тема у књижевности.
Књижевност романтизма била је најзаступљенији књижевни стил овога доба. Најзначајнија књижевна имена француског романтизма су Виктор Иго, Рене де Шатобријан, Ламартин, Алфред де Вињи и Александар Дима отац.
Чувени романописци овога времена били су Стендал, Флобер, Мериме и Балзак. Флоберов роман Госпођа Бовари из 1856. означио је тријумф реализма у књижевности.
Међу песницима, појављује се Парнасовска школа, чији претеча је Теофил Готје, а главни представник Леконт де Лил.
Од 1875-1900 постојала су два јака књижевна правца. Један је натурализам, чији је постулат био да је човек производ своје генетике и околине у којој стасава. Из ове литературе је проистекла друштвена критика. Као најзначајнији писци овог правца сматрају се Емил Зола и Ги де Мопасан.
Други важан правац у књижевности 19. века био је симболизам. Ове писце је инспирисала атмосфера, снови и свет фантастичног. Стварност је репрезентована симболима и алегоријама. Бодлер, Верлен и Рембо су били најзначајнији писци Симболизма.

## 20. век
У двадесетом веку у француској литератури појавило се више значајних књижевних праваца. Од око 1900. до 1935. популаран је био Дадаизам, експресионизам и надреализам. Теме су биле: опчињеност богатством, анонимност великих градова, али и религија. Нарочито је било присутно експериментисање новим стиловима и формама и негирање конвенција у књижевности.
Значајни писци овога времена су били надреалисти Гијом Аполинер, Пол Елијар и Андре Бретон, прозни писци Марсел Пруст и Андре Жид, и писци позоришних комада Пол Клодел, Алфред Жари и Жан Кокто.
Најпознатији представници француске књижевности у периоду 1932-1950 су Луј-Фердинанд Селин, Антоан де Сент Егзипери и писци покрета егзистенцијализма. Међу њима су најпознатији Сартр и Ками.
Други светски рат је изменио француску књижевну сцену, и у новонасталој послератној ситуацији неки аутори су стекли престиж, док су други одбачени, у зависности од моралних и политичких манифестација њихових дела. За време нацистичке окупације Француске, Жан Пол Сартр је наставио да истражује питања слободе и људских потреба, као и везе између индивидуалних и колективних одговорности за учињена дела.
Критика стања друштва била је најзначајнија тема књижевних аутора у периоду 1950-1975. Критиковано је потрошачко друштво, пропаст породица и живот људи са дна друштвене лествице. Књижевност се бавила психологијом и социологијом. Поново су значајни аутори Сартр и Ками, као и лирски песник Жак Превер. Посебан облик критике друштва био је театар апсурда. Као писци ове форме позоришних комада истакли су се Семјуел Бекет и Ежен Јонеско. 
Највише годишње признање за прозну књижевност у Француској је награда Гонкур, која се додељује од 1903.